# Konfederacja radomska

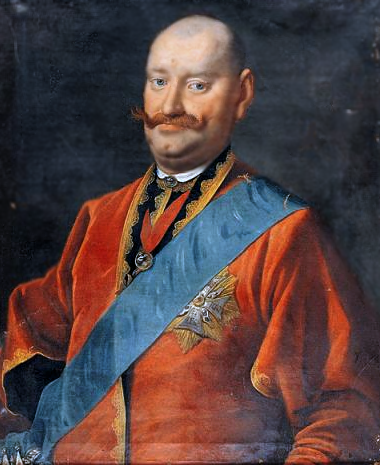
Karol Stanisław Radziwiłł Panie Kochanku

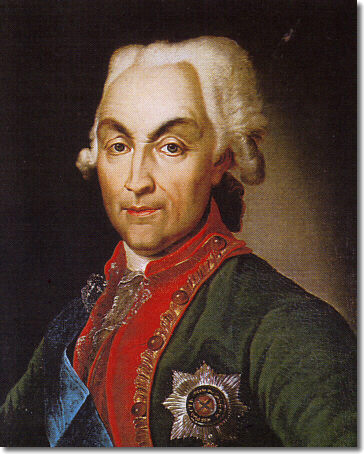
Nikołaj Repnin, faktyczny inicjator zawiązania konfederacji

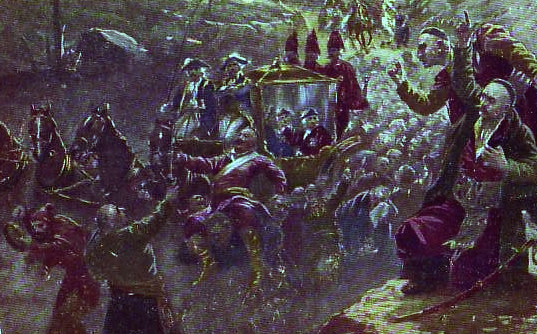
Fragment panoramy Jana Styki - Polonia - Targowica i Konfederacja Radomska

Konfederacja radomska – konfederacja generalna zawiązana 23 czerwca 1767 roku w Radomiu, pod osłoną wojsk rosyjskich pułkownika Wasilija Carra w obronie dawnego ustroju Rzeczypospolitej, powstała w reakcji na zawiązanie konfederacji innowierczych (słuckiej i toruńskiej). 3 sierpnia 1767 roku wznowiona w Warszawie, trwała do 15 grudnia 1767 roku.
Powołana z poduszczenia posła rosyjskiego, Nikołaja Repnina, w celu niedopuszczenia do równouprawnienia innowierców, przywrócenia dawnych swobód szlacheckich i narzucenia gwarancji rosyjskich. Popierana przez opozycję magnacką (Potoccy) i skierowana przeciwko reformom króla Stanisława Augusta Poniatowskiego. Celem radomian było pognębienie Familii Czartoryskich przez odsunięcie jej od wpływu na rząd Rzeczypospolitej, skompromitowanie Stanisława Augusta wobec Rosji i narodu, przywrócenie wpływu stronnictwa hetmańskiego, dokonane przy pomocy wojsk rosyjskich, uznanych za pomocnicze i przyjacielskie.
Marszałkiem konfederacji generalnej został Karol Radziwiłł „Panie Kochanku”, marszałkiem litewskim był Stanisław Brzostowski, sekretarzem Marcin Matuszewicz. Akces do niej zgłosiło (prawdopodobnie) 74 000 szlachty.
Jednakże faktycznym jej przywódcą stał się poseł rosyjski Nikołaj Repnin, który nakazał konfederatom podporządkować się Stanisławowi Augustowi i wysłać polskich delegatów do Katarzyny II z prośbą o gwarancje dla ustroju Rzeczypospolitej. Przyjmuje się, iż Repnin był autorem owego adresu do carycy.
Obrady i akces do konfederacji generalnej w Radomiu odbywały się w obliczu przymusu wojsk rosyjskich. Przed ratuszem, gdzie zebrali się konfederaci zaciągnięto baterię dział rosyjskich, płk Carr osobiście zmuszał opornych członków konfederacji do składania deklaracji zgodnych z wolą Nikołaja Repnina. Ostatecznie akt konfederacji generalnej podpisało bez zastrzeżeń jedynie kilku jej członków, większość przy akcesie czyniła pewne zastrzeżenia.
Na sejmikach w Proszowicach i Oświęcimiu przedstawiciel rosyjski Osip Igelström, według swego listu do Sieversa z 1793, kupował głosy drobnej szlachty. W 1767 roku pod węzłem konfederacji radomskiej zwołano sejm delegacyjny, który zahamował reformy sejmu konwokacyjnego uchwalając Prawa kardynalne, a z Rzeczypospolitej uczynił protektorat rosyjski.
Papież Klemens XIII zaniepokojony popieraniem przez Rosję konfederacji radomskiej i zagrożeniem praw Kościoła katolickiego w Rzeczypospolitej Obojga Narodów powołał w połowie 1767 roku Kongregację do Spraw Polskich.

## Literatura
- Sebastian Piątkowski, Radom – zarys dziejów miasta, Radom 2000, ISBN 83-914912-0-X.
- konfederacja radomska, [w:] Encyklopedia PWN [online], Wydawnictwo Naukowe PWN [dostęp 2010-07-08].